# مسرح ارتجالي

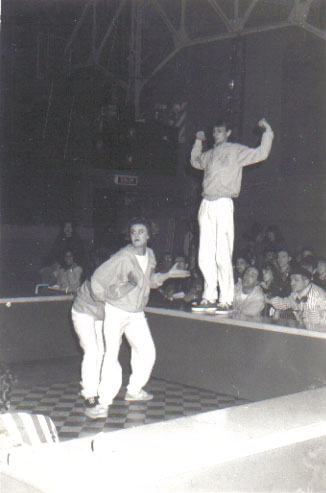
أول مباراة ارتجالية في أمريكا اللاتينية

المسرح الارتجالي، غالبًا ما يسمى الارتجال، هو شكل من أشكال المسرح، وغالبًا ما يكون كوميديًا، حيث يكون معظم أو كل ما يتم تقديمه غير مخطط له أو غير مكتوب: تم إنشاؤه تلقائيًا بواسطة فناني الأداء. في أنقى صورها، يتم إنشاء الحوار والعمل والقصة والشخصيات بشكل تعاوني من قبل اللاعبين بينما يتكشف الارتجال في الوقت الحاضر، دون استخدام نص مكتوب مُعد بالفعل.
يوجد المسرح الارتجالي في الأداء كمجموعة من أنماط الكوميديا الارتجالية بالإضافة إلى بعض العروض المسرحية غير الكوميدية. يتم استخدامه أحيانًا في السينما و التلفزيون، لتطوير الشخصيات والنصوص وأحيانًا كجزء من المنتج النهائي.
غالبًا ما تستخدم الأساليب الارتجالية على نطاق واسع في البرامج الدرامية لتدريب الممثلين على المسرح و السينما و التلفزيون ويمكن أن تكون جزءًا مهمًا من عملية التدريب. ومع ذلك ، فإن مهارات وعمليات الارتجال تُستخدم أيضًا خارج سياق الفنون المسرحية. تُستخدم هذه الممارسة، المعروفة باسم الارتجال التطبيقي، في الفصول الدراسية كأداة تعليمية وفي الأعمال التجارية كطريقة لتطوير مهارات الاتصال وحل المشكلات الإبداعي وقدرات العمل الجماعي الداعمة التي يستخدمها اللاعبون الارتجاليون. يتم استخدامه أحيانًا في العلاج النفسي كأداة لاكتساب نظرة ثاقبة لأفكار الشخص ومشاعره وعلاقاته.